# Герб Томилівки
Герб Томи́лівки — один з офіційних символів села Томилівка Білоцерківського району Київської області. Затверджений 27 липня 2004 року. 
Автор — Євген Чернецький.

## Опис
Гербовий щит має чотирикутну форму з півколом в основі.
|  | В золотому полі червоний козацький хрест, супроводжуваний угорі і по сторонам трьома червоними восьмипроменевими зірками, а знизу червоною короною і червоною шаблею, покладеними у стовп. Щит обрамований декоративним картушем і увінчаний золотою сільською короною. |

## Символіка
У гербі використана символіка козацького прапора сотні Білоцерківського полку XVII ст. Зображені на цій визначній пам'ятці оригінальний хрест, восьмипроменеві зірки, молодий місяць, корона та шабля є характерними символами для козацьких прапорів XVII—XVIII ст., які широко використовувалися також в емблематиці козацької старшини.